# Zabranjeno Pušenje
Zabranjeno Pušenje ("verboden te roken") is de naam van een Bosnische rock-folk groep.
Deze band werd in 1980 in het roerige Sarajevo opgericht. Zij werden meteen tot dé vertolkers van het 'nieuwe primitivisme' in het post-Tito tijdperk bestempeld. Een cultureel anarchistische verzetsbeweging in het voormalige Joegoslavië. 
Hun eerste album 'Das ist Walter' kwam in '84 uit. De song 'Zenica blues' werd aldaar een megahit. De band werd echter al snel door hun provocerende teksten verguisd en geboycot door de propagandamachine. Het tweede album 'Waiting for the Sabbath with the devil' kwam daardoor nauwelijks onder de aandacht. 
In '86 trad - de inmiddels internationaal beroemde - filmregisseur Emir Kusturica toe op gitaar en basgitaar. 
Het derde album 'Greetings from safari land' werd weer een hit. In '89 namen ze 'A little story of a great love' op.
Toen in de jaren negentig de oorlog in Joegoslavië uitbrak  brak de band in twee delen. 

## Belgrado: The No Smoking Orchestra

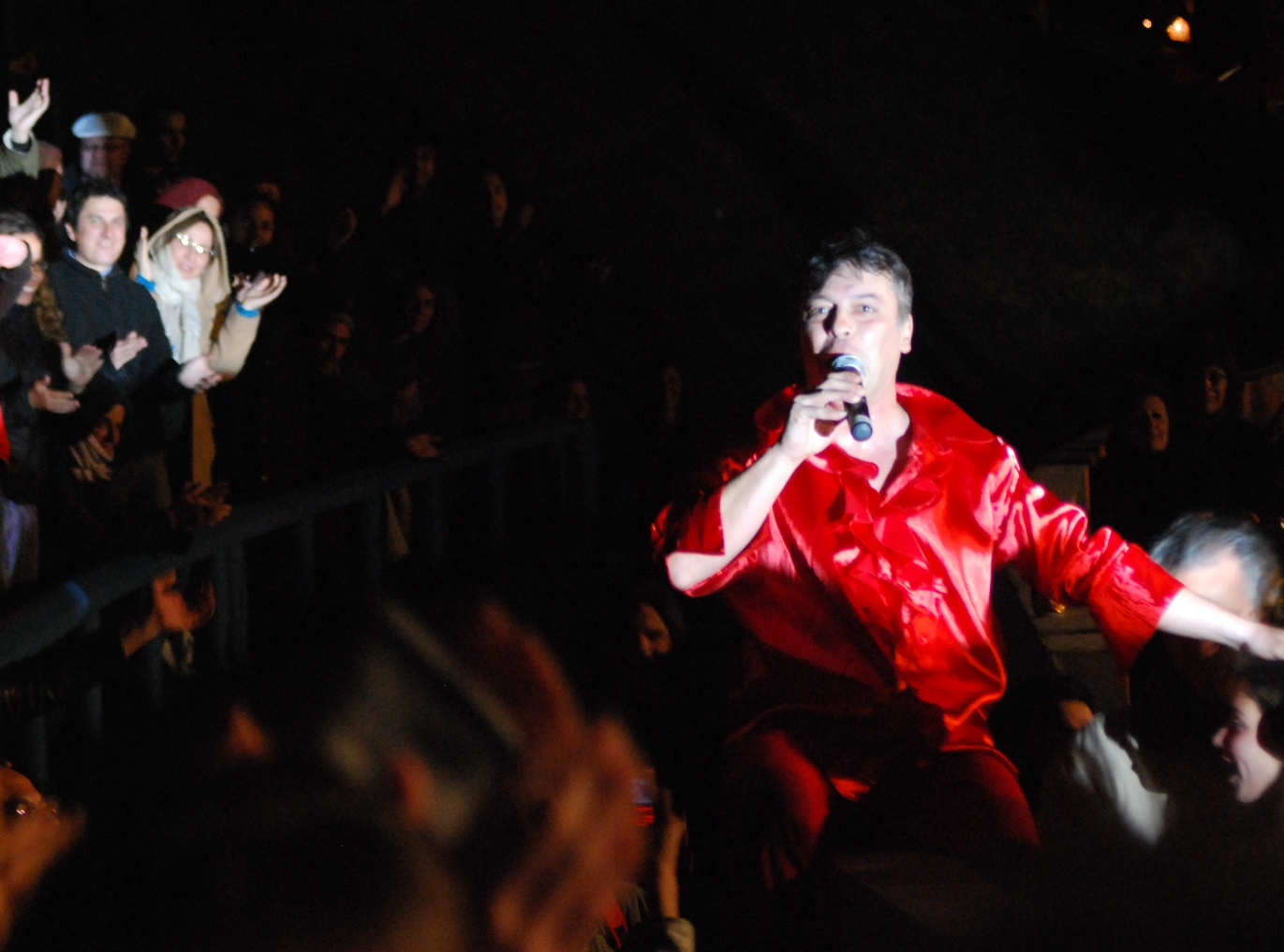
Nele Karajlic op het" Teatro de Verano" in Montevideo.

Bandleider, zanger en gitarist 'dr. Nele Karajlic' (zijn werkelijke naam is Nenad Janković) verhuisde naar Belgrado en vormde daar in 1994 een nieuw orkest onder de naam The No Smoking Orchestra. Deze band stond garant voor de muziek van veel films van Emir Kusturica. Fanfare-punk-polka, hyperventilerende zigeuner-rock, geschifte gypsy-punk-folk of absurde balkan-brass met een stevig vleugje jazz, zijn typeringen die de muziek van The No Smoking Orchestra duiden.
In 1998 maakten zij de muziek bij de film Black Cat, White Cat van Emir Kusturica, die de Gouden Leeuw van het Filmfestival Venetië voor beste regie won.
In 1999 namen zij het album 'Unza Unza Time' op en de internationale doorbraak was een feit.
The No Smoking Orchestra brengt een vreemde, explosieve en chaotische stijlenmix; de samenstelling van het orkest is niet anders. De saxofonist bijvoorbeeld komt uit de jazz, de accordeonist speelde zijn hele leven op bruiloften en partijen. De violist deed het conservatorium, maar weet alles van Balkanmuziek: hij speelde 15 jaar in cafés, bars en restaurants. Stribor, de drummer, houdt vooral van reggae (hij is overigens de zoon van regisseur Kusturica). 
Het verklaart een beetje hun 'Unza Unza', zo wordt hun muziek genoemd, de muzikale maalstroom die deze band voortbouwend op de traditionele Balkanmuziek ten gehore brengt.

## Sarajevo: Zabranjeno Pušenje
De bandleden die tijdens de oorlog in Bosnië en Kroatië verbleven, waaronder Sejo Sexon, bliezen al snel na de oorlog het Bosnische deel van de band nieuw leven in. Zij bleven met enkele nieuwe leden opereren onder de naam "Zabranjeno Pušenje". Sinds 1996 brachten zij 7 albums uit. De muziekstijl van de Bosnische band is dichter in de buurt van de vooroorlogse traditie gebleven: rockmuziek met een anarchistische inslag.
Tijdens hun internationale tournee in 2004 deden zij niet alleen steden in Bosnië en Kroatië aan, maar traden zij ook op in Londen en Zürich. Daarmee beleefde ook Zabranjeno Pušenje een internationale doorbraak.